# Berlin-Charlottenburg (stacja kolejowa)
Berlin-Charlottenburg – dworzec kolejowy w Berlinie na trasie kolei wiaduktowej Stadtbahn w poddzielnicy Charlottenburg. Dworzec zasadniczo obsługuje pociągi regionalne oraz szybkiej kolei miejskiej. Jest on również stacją początkową/końcową codziennego pociągu nocnego nightjet kursującego do Przemyśla (przez Wrocław i Kraków), Wiednia oraz Budapesztu.
Dworzec powstał w czasie budowy Stadtbahn jako jej zachodnie zakończenie i został otwarty dla kolei lokalnej 7 lutego 1882, zaś 15 maja rozpoczął się na dworcu ruch dalekobieżny. Początkowo jedynie położony najdalej na północ peron D służył ruchowi miejskiemu, w 1896 przeznaczono na ten cel również peron C. W 1913 dobudowano niewielki pawilon wejściowy po południowej stronie torów. Stary, szachulcowy budynek dworca przy Stuttgarter Platz pomyślany był na początku jako prowizorium, jednak przetrwał przeszło 60 lat i po tym, jak uległ uszkodzeniu w czasie II wojny światowej, został odbudowany jako parterowy pawilon. Po podziale Berlina znalazł się w zachodniej części miasta. Po przekształceniu Wilmersdorfer Straße w strefę pieszą powstała konieczność budowy nowego połączenia drogowego w kierunku Kurfürstendammu. Na przedłużeniu Kaiser-Friedrich-Straße przebito Lewishamstraße, której oś przebiegała przez budynek dworca. Wzniesiony w związku z tym wedle projektu prof. Günthera Hönowa nowy budynek otwarto 6 lipca 1971. W 1984 BVG przejęły od wschodnioniemieckiej Deutsche Reichsbahn przewozy S-Bahn w Berlinie – 9 stycznia o 4 nad ranem odbył się z dworca Charlottenburg pierwszy kurs do Dworca Friedrichstraße.
Od początku 2003 trwała modernizacja dworca, która miała umożliwić wygodną przesiadkę do stacji Wilmersdorfer Straße linii metra U7. Perony kolei miejskiej zostały w tym celu przeniesione około 200 m dalej na wschód, z zachowaniem dojścia z istniejącego przejścia podziemnego (obecnie na wschodnim końcu peronów). Pierwszy, północny peron uruchomiono 6 lipca 2005. Roboty budowlane miały się zakończyć latem 2006.

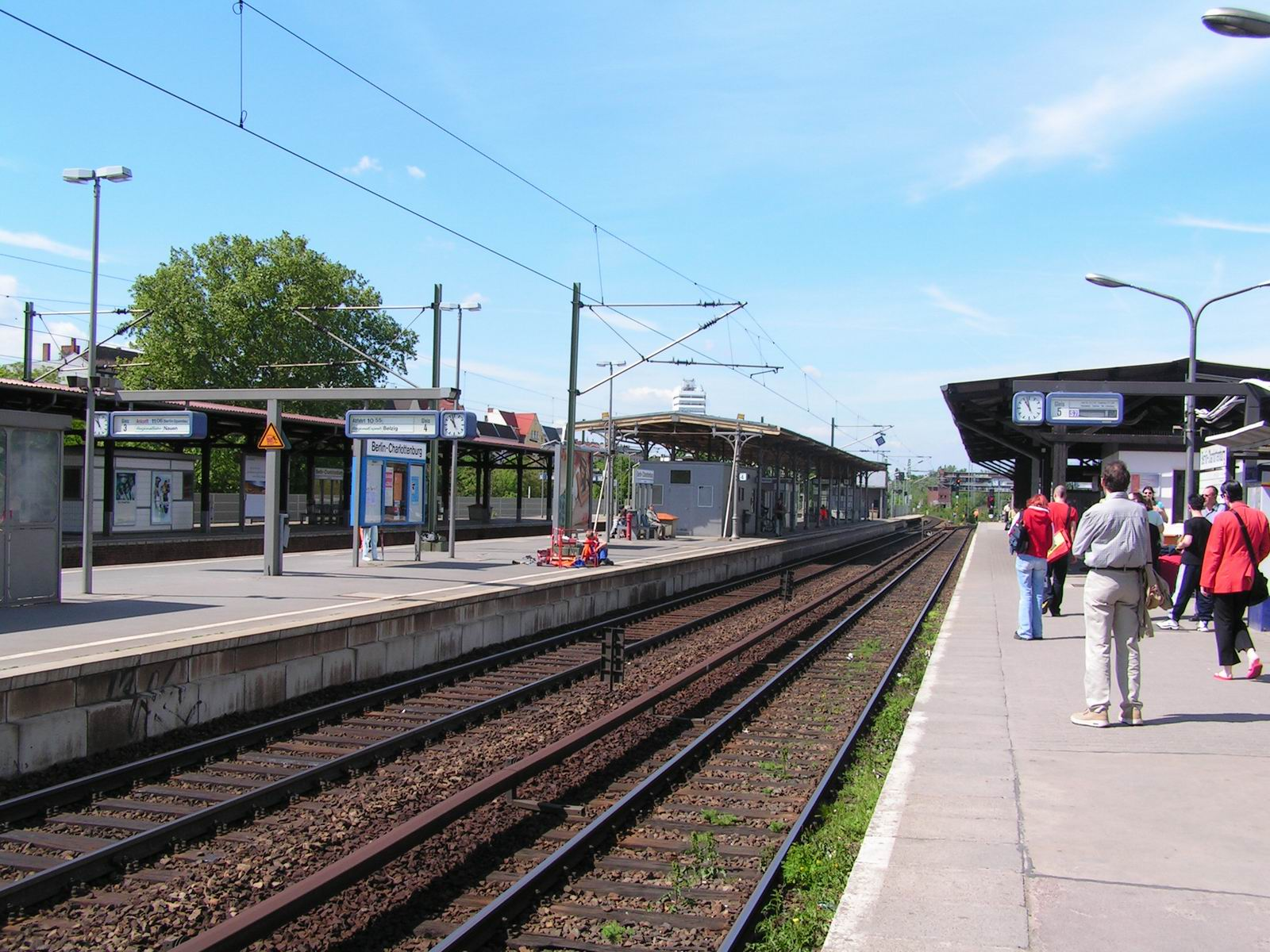
Perony w 2005